# Филимонов, Андрей Дмитриевич
Андрей Дмитриевич Филимонов (15.04.1995) — российский удмуртский шашист (русские и международные шашки). Серебряный призёр командного чемпионата России по международным шашкам 2013 года в блице, быстрой и классической программах в составе сб. Удмуртии. Бронзовый призёр Лично-командного чемпионата России по международным шашкам среди мужчин в командном зачете. Входит в сборную России с 2008 года. Проживает в Ижевске.
Мастер ФМЖД.
Неоднократный чемпион Удмуртии по международным шашкам.